# Sarlande
Sarlande is een gemeente in het Franse departement Dordogne (regio Nouvelle-Aquitaine) en telt 420 inwoners (1999). De plaats maakt deel uit van het arrondissement Nontron.

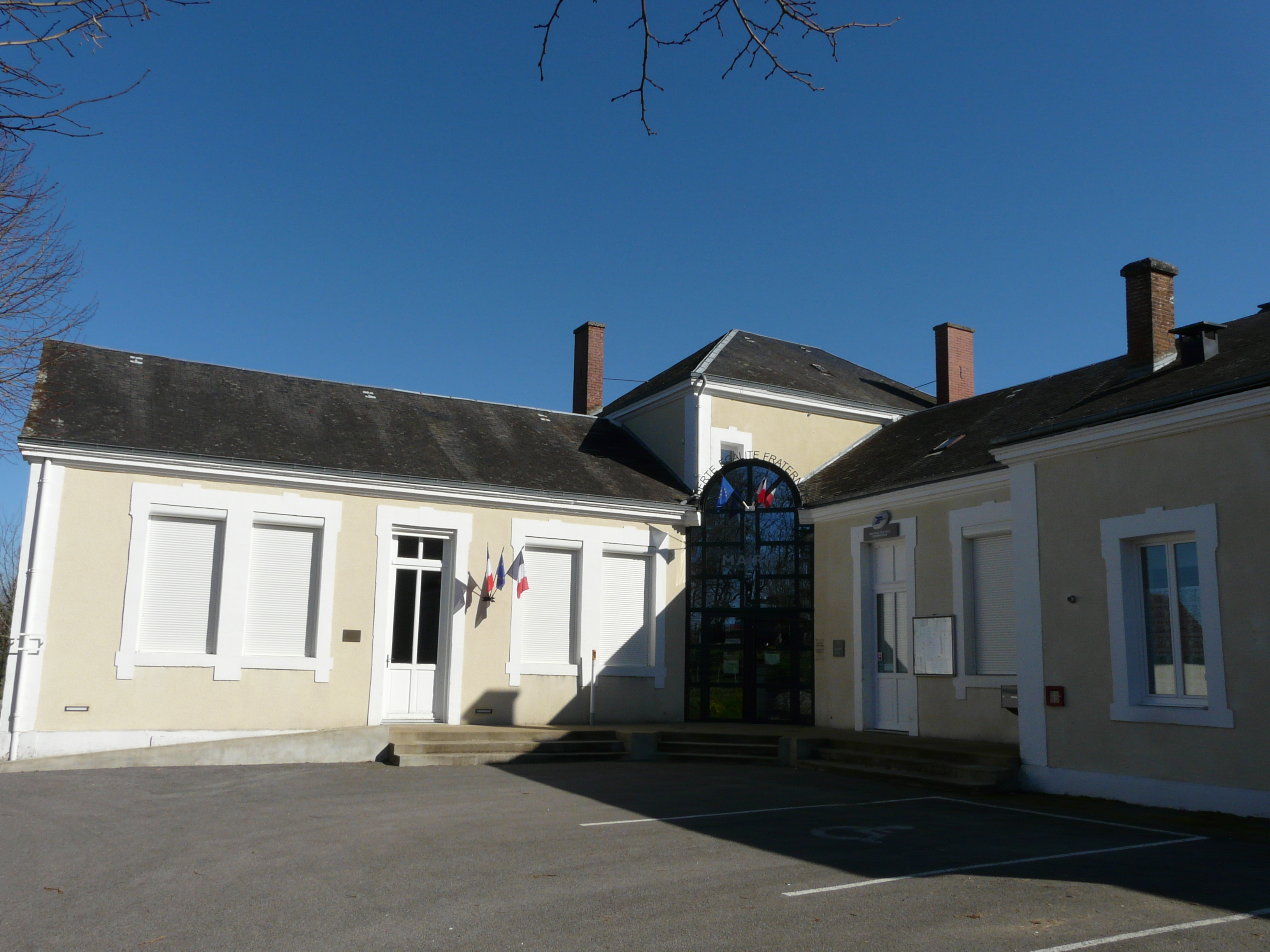
Gemeentehuis
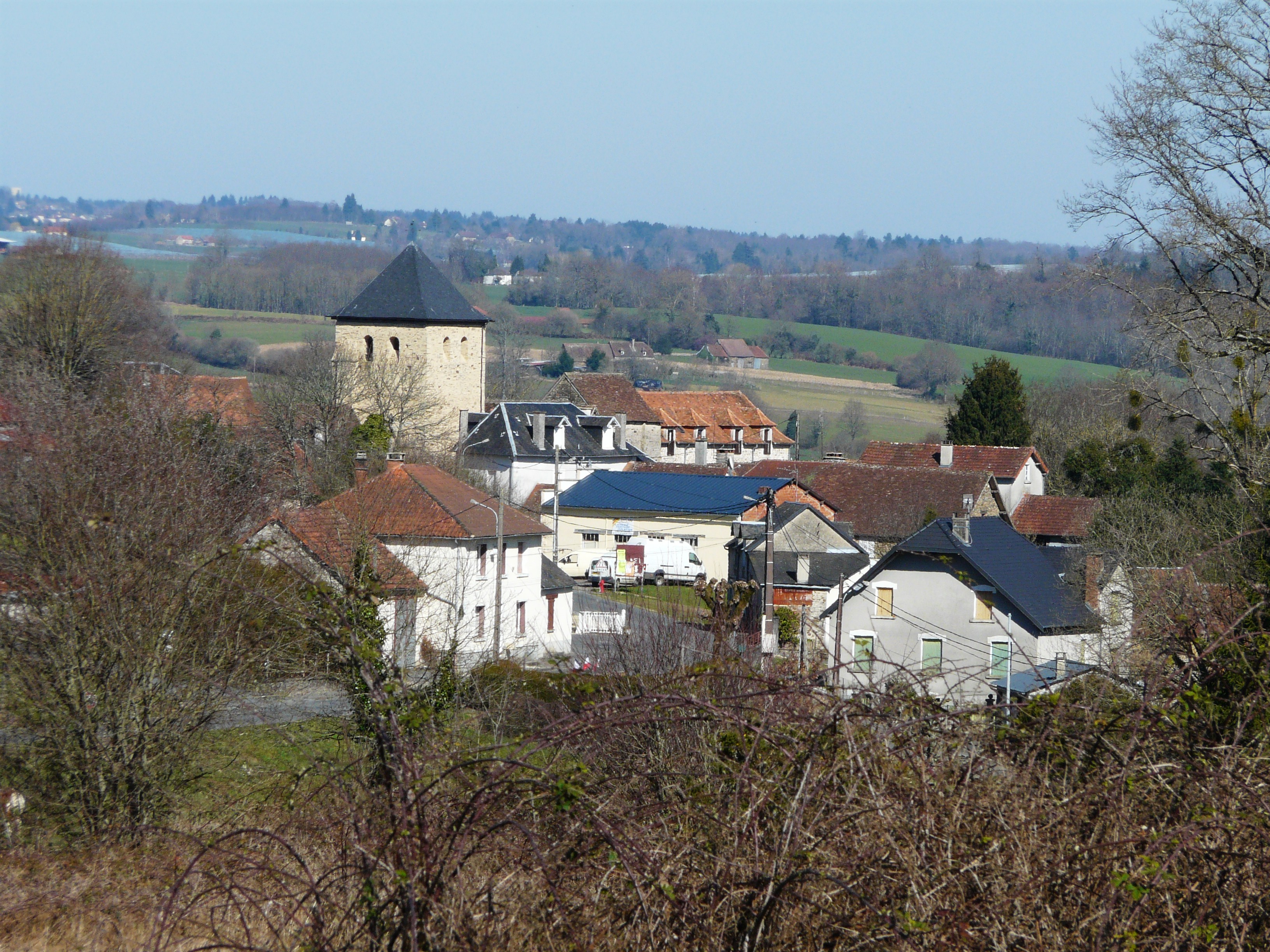
Sarlande

## Geografie
De oppervlakte van Sarlande bedraagt 36,0 km², de bevolkingsdichtheid is 11,7 inwoners per km².
De onderstaande kaart toont de ligging van Sarlande met de belangrijkste infrastructuur en aangrenzende gemeenten.

## Demografie
Onderstaande figuur toont het verloop van het inwonertal (bron: INSEE-tellingen).